# Hypercompe columbina
Hypercompe columbina är en fjärilsart som beskrevs av Charles Oberthür 1881. Hypercompe columbina ingår i släktet Hypercompe och familjen björnspinnare. Inga underarter finns listade i Catalogue of Life.